# Jira (software)
Jira is software voor projectbeheer, gemaakt door Atlassian. Het is bedoeld voor het beheren van projecten die de Agile-softwareontwikkeling methode volgen. Het platform biedt Scrum en Kanban borden aan, en er kunnen backlogs aan taken gemaakt worden die per sprint in te delen zijn.